# Grey Islands
Grey Islands är öar i Kanada.   De ligger i provinsen Newfoundland och Labrador, i den östra delen av landet, 1 600 km öster om huvudstaden Ottawa.
Trakten runt Grey Islands är nära nog obefolkad, med mindre än två invånare per kvadratkilometer.